# 4x4 Evo 2
4x4 Evo 2, auch bekannt als 4x4 Evolution 2, ist ein Renn-Videospiel, das von Terminal Reality für die PlayStation 2, Xbox, GameCube, Microsoft Windows und Mac entwickelt wurde. Es ist die Fortsetzung von 4x4 Evolution und bietet mehr Trucks sowie mehr Rennstrecken als das ursprüngliche Spiel.
Die Strecken befinden sich hauptsächlich in extremen Umgebungen wie Wüsten, Schluchten und anderen Offroad-Gebieten. Spieler können ihr Fahrzeug nach Belieben anpassen, mit einer Vielzahl von Motoren, Aufhängungen, Rädern, Reifen und anderen Aftermarket-Teilen und Modifikationen.
Obwohl die PlayStation-2-Version dieses Spiels von Terminal Reality in Nordamerika (insbesondere in den Vereinigten Staaten) entwickelt wurde, wurde sie aus unbekannten Gründen exklusiv in Europa veröffentlicht, im Gegensatz zu allen anderen Titeln des Unternehmens für dieses System. Die Mac- und GameCube-Versionen hingegen wurden exklusiv in Nordamerika veröffentlicht.

## Spielprinzip

### Einstellungen
Verschiedene Einstellungen für Fahrzeuge, Tageszeiten und Wetterbedingungen sind verfügbar. Im Gegensatz zum ersten 4x4 Evolution wurden jedoch die Nacht- und tiefschwarzen Einstellungen entfernt, da möglicherweise instabile Bildraten auftraten, die angeblich nie behoben wurden.

### Ziel
Das Ziel der Karriere ist es, das schnellste Offroad-Fahrzeug zu bauen oder zu kaufen. Der Spieler beginnt mit dem Kauf seines ersten Fahrzeugs und verdient durch gute Platzierungen in Rennen Geld, das später für bessere Fahrzeuge und verschiedene Modifikationen ausgegeben wird. Alle Rennen in der Karriere sind in eine große Anzahl von Serien unterschiedlicher Länge unterteilt. Einige Serien erfordern bestimmte Voraussetzungen, wie zum Beispiel einen bestimmten Fahrzeugtyp oder den Abschluss eines Qualifikationsrennens. Der Spieler kann die Serien in beliebiger Reihenfolge abschließen und gleichzeitig an mehreren Turnieren teilnehmen, ohne den Fortschritt in anderen zu verlieren. Der Beitritt zu einem Team ist nicht erforderlich, bringt jedoch verschiedene Vorteile, die dem Spieler helfen, ein besseres Fahrzeug zu bauen.

#### Teams
Es gibt insgesamt neun fiktive Teams im Karrieremodus, eines für jeden Fahrzeughersteller. Um einem Team beizutreten, muss der Spieler in Karriererennen gut abschneiden, um seinen Ruf zu verbessern. Erfolgreiches Fahren mit dem Fahrzeug eines Sponsor-Herstellers verbessert den Ruf des Spielers bei diesem Team schneller (zum Beispiel verbessert sich der Ruf eines Spielers schnell bei Drehkraft, ihrem gesponserten Team, wenn er mehrere Rennen mit einem GMC gewinnt). Eine andere Möglichkeit ist, sich an Qualifikationen zu beteiligen, da das Spiel jede Qualifikation als gesamte Serie zählt. Jedes Team hat mindestens ein Teamrennfahrzeug, das bereits stark modifiziert und mit verschiedenen Sponsoren und Aufklebern bedeckt ist. Um die meisten Teamfahrzeuge zu kaufen, muss der Spieler Mitglied des Teams sein. Teams verfügen auch über Teamteile, Modifikationen, die auf jedes Fahrzeug anwendbar sind und normalerweise einen erheblichen Leistungsboost bieten. Wie bei Fahrzeugen muss der Spieler Mitglied des Teams sein, um deren Teile zu kaufen.

#### Missionen
Der Spieler kann auch Missionen in verschiedenen Locations spielen, die typischerweise darauf abzielen, verschiedene Objekte im Bereich zu finden. Jede Location hat mehrere Missionen, die sich auf ein einzelnes Berufsbild oder eine Handlung konzentrieren. Missionen zwischen den Gebieten sind jedoch nicht miteinander verknüpft und stehen in keinem Zusammenhang mit dem Rennteil der Karriere.

#### Multiplayer
Obwohl das Spiel vor über fünfzehn Jahren veröffentlicht wurde, existiert die Online-Community immer noch mit einer beachtlichen Anzahl von Spielern und einigen Moderatoren, die Chatrooms verwalten. Dedizierte Server sind längst verschwunden, aber es ist immer noch möglich, Spiele über das Internet zu hosten und an von anderen Spielern gehosteten Spielen teilzunehmen.

## Fahrzeuge
Es gibt fahrbare Trucks und SUVs von folgenden Herstellern:
- Chevrolet
- GMC
- Dodge
- Jeep
- Infiniti
- Nissan
- Toyota
- Lexus
- Mitsubishi

Ford wurde aufgrund von Lizenzproblemen aus dem Spiel entfernt (dies betraf sowohl das ursprüngliche 4x4 Evolution als auch die Alpha-Version der Fortsetzung).
| Modell                                   | Preis    | Kategorie       | PS  | Gewicht (kg) |
| ---------------------------------------- | -------- | --------------- | --- | ------------ |
| TrailBlazer Race SUV 2WD                 | $850,000 | Race SUV        | 625 | 2154         |
| Tundra Race Truck 2WD                    | $850,000 | Race Truck      | 500 | 1859         |
| F-150 Race Truck 2WD                     | $850,000 | Race Truck      | 550 | 2127         |
| Grand Cherokee Race SUV 4WD              | $575,000 | Race SUV        | 375 | 1562         |
| Dakota Race Truck 4WD                    | $550,000 | Race Truck      | 370 | 1956         |
| Xterra Race SUV 4WD                      | $350,000 | Race SUV        | 325 | 1779         |
| Pajero Rally 4WD                         | $500,000 | Race SUV        | 270 | 1547         |
| Silverado 1500 Reg Cab 2WD               | $19,610  | Full-Size Truck | 285 | 1817         |
| Sierra 1500 SL Reg Cab 2WD               | $19,485  | Standard Truck  | 285 | 1818         |
| Silverado 1500 LS Reg Cab 2WD            | $23,706  | Full-Size Truck | 285 | 1819         |
| Sierra 1500 SLE Reg Cab 2WD              | $23,969  | Standard Truck  | 285 | 1820         |
| Silverado 1500 Ext Cab 2WD               | $23,684  | Full-Size Truck | 285 | 1945         |
| Sierra 1500 SL Ext Cab 2WD               | $24,424  | Standard Truck  | 285 | 1945         |
| Silverado 1500 LT Ext Cab 2WD            | $29,635  | Full-Size Truck | 285 | 1946         |
| Silverado 1500 Reg Cab 4WD               | $22,660  | Full-Size Truck | 285 | 1947         |
| Sierra 1500 SL Reg Cab 4WD               | $23,252  | Standard Truck  | 285 | 1947         |
| Silverado 1500 Ext Cab 4WD               | $26,719  | Full-Size Truck | 285 | 1948         |
| Sierra 1500 SLE Reg Cab 4WD              | $27,401  | Standard Truck  | 285 | 1948         |
| Silverado 1500 LT Ext Cab 4WD            | $32,840  | Full-Size Truck | 285 | 1950         |
| Silverado 1500 LS Ext Cab 2WD            | $26,456  | Full-Size Truck | 285 | 1952         |
| Sierra 1500 SLE Ext Cab 2WD              | $26,814  | Standard Truck  | 285 | 1952         |
| Dakota Club Cab 2WD                      | $22,595  | Standard Truck  | 250 | 1738         |
| Tacoma Xtracab V6 2WD                    | $15,898  | Compact Truck   | 190 | 1328         |
| Silverado 1500 LS Reg Cab 4WD            | $27,661  | Full-Size Truck | 285 | 2013         |
| Pathfinder SE 2WD                        | $27,349  | Standard SUV    | 250 | 1785         |
| Pathfinder XE 2WD                        | $27,649  | Standard SUV    | 240 | 1752         |
| Grand Cherokee Limited 2WD               | $33,480  | Standard SUV    | 235 | 1743         |
| Sierra 1500 SL Ext Cab 4WD               | $27,406  | Standard Truck  | 285 | 2140         |
| Pathfinder LE 2WD                        | $29,299  | Standard SUV    | 240 | 1807         |
| Silverado 1500 LS Ext Cab 4WD            | $29,611  | Full-Size Truck | 285 | 2152         |
| Sierra 1500 SLE Ext Cab 4WD              | $30,246  | Standard Truck  | 285 | 2152         |
| RX300 2WD                                | $33,500  | Compact SUV     | 220 | 1673         |
| Dakota Quad Cab Sport 2WD                | $22,425  | Standard Truck  | 245 | 1875         |
| Tundra Standard Truck SR5 Access Cab 2WD | $23,080  | Standard Truck  | 245 | 1876         |
| F-250 XL SuperCab 2WD                    | $24,445  | Full-Size Truck | 310 | 2372         |
| Tahoe 2WD                                | $26,329  | Full-Size SUV   | 285 | 2180         |
| Yukon SLE 2WD                            | $33,504  | Standard SUV    | 285 | 2180         |
| F-250 XLT SuperCab 2WD                   | $26,765  | Full-Size Truck | 310 | 2397         |
| F-250 Lariat SuperCab 2WD                | $28,685  | Full-Size Truck | 310 | 2399         |
| Grand Cherokee Limited 4WD               | $36,395  | Standard SUV    | 235 | 1820         |
| Pathfinder SE 4WD                        | $30,968  | Standard SUV    | 250 | 1928         |
| Dakota Club Cab 4WD                      | $24,535  | Standard Truck  | 235 | 1830         |
| Pathfinder XE 4WD                        | $30,169  | Standard SUV    | 240 | 1877         |
| Suburban C1500 2WD                       | $34,360  | Full-Size SUV   | 285 | 2230         |
| Yukon XL 1500 2WD                        | $35,580  | Full-Size SUV   | 285 | 2230         |
| Tacoma PreRunner Xtracab V6 2WD          | $18,883  | Compact Truck   | 190 | 1488         |
| F-150 XLT SuperCrew 2WD                  | $28,180  | Full-Size Truck | 260 | 2079         |
| Tahoe 4WD                                | $29,592  | Full-Size SUV   | 285 | 2296         |
| Yukon SLE 4WD                            | $36,449  | Standard SUV    | 285 | 2296         |
| RX300 AWD                                | $35,490  | Compact SUV     | 220 | 1769         |
| F-150 Lariat SuperCrew 2WD               | $29,495  | Full-Size Truck | 260 | 2094         |
| Durango SLT 2WD                          | $28,955  | Standard SUV    | 245 | 1978         |
| Durango SLT-Plus 2WD                     | $30,765  | Standard SUV    | 245 | 1978         |
| Tundra Standard Truck SR5 Access Cab 4WD | $27,015  | Standard Truck  | 245 | 1982         |
| Tahoe 4WD                                | $36,171  | Full-Size SUV   | 285 | 2313         |
| Pathfinder LE 4WD                        | $32,068  | Standard SUV    | 240 | 1954         |
| Tundra Standard Truck Ltd Access Cab 2WD | $25,575  | Standard Truck  | 245 | 1992         |
| Suburban K1500 4WD                       | $37,276  | Full-Size SUV   | 285 | 2323         |
| Yukon XL 1500 4WD                        | $38,458  | Full-Size SUV   | 285 | 2323         |
| Tacoma Xtracab V6 4WD                    | $20,943  | Compact Truck   | 190 | 1559         |
| Explorer Sport 2WD                       | $22,700  | Compact SUV     | 210 | 1716         |
| Tacoma Xtracab Ltd V6 4WD                | $25,198  | Compact Truck   | 190 | 1553         |
| Yukon XL 2500 2WD                        | $36,973  | Full-Size SUV   | 300 | 2461         |
| Suburban C2500 2WD                       | $39,385  | Full-Size SUV   | 300 | 2461         |
| F-250 XL SuperCab 4WD                    | $27,820  | Full-Size Truck | 310 | 2575         |
| F-250 XLT SuperCab 4WD                   | $30,125  | Full-Size Truck | 310 | 2586         |
| F-250 Lariat SuperCab 4WD                | $32,040  | Full-Size Truck | 310 | 2589         |
| Explorer Ltd 2WD                         | $33,535  | Standard SUV    | 215 | 1800         |
| Expedition 2WD                           | $37,775  | Standard SUV    | 260 | 2190         |
| Dakota Quad Cab Sport 4WD                | $25,070  | Standard Truck  | 235 | 1993         |
| Durango SLT 4WD                          | $31,655  | Standard SUV    | 245 | 2086         |
| Durango SLT-Plus 4WD                     | $33,505  | Standard SUV    | 245 | 2086         |
| Blazer LS 2-Dr 2WD                       | $22,248  | Compact SUV     | 190 | 1623         |
| F-150 XLT SuperCrew 4WD                  | $31,745  | Full-Size Truck | 260 | 2231         |
| Explorer Sport 4WD                       | $25,720  | Compact SUV     | 210 | 1802         |
| Tundra Standard Truck Ltd Access Cab 4WD | $28,910  | Standard Truck  | 245 | 2103         |
| F-150 Lariat SuperCrew 4WD               | $33,110  | Full-Size Truck | 260 | 2246         |
| Yukon XL 2500 4WD                        | $40,079  | Full-Size SUV   | 300 | 2614         |
| Suburban K2500 4WD                       | $42,259  | Full-Size SUV   | 300 | 2614         |
| Blazer LS 4-Dr 2WD                       | $25,840  | Standard SUV    | 190 | 1662         |
| Blazer LT 4-Dr 2WD                       | $27,643  | Standard SUV    | 190 | 1662         |
| Blazer TrailBlazer 2WD                   | $30,343  | Standard SUV    | 190 | 1662         |
| Tacoma Xtracab 2WD                       | $14,558  | Compact Truck   | 142 | 1250         |
| 4Runner SR5 Sport 2WD                    | $28,413  | Standard SUV    | 183 | 1633         |
| Jimmy SLT 4-Dr 2WD                       | $28,948  | Standard SUV    | 190 | 1707         |
| Explorer Ltd AWD                         | $35,140  | Standard SUV    | 215 | 1965         |
| 4Runner Ltd 2WD                          | $34,798  | Standard SUV    | 183 | 1681         |
| Explorer Ltd 4WD                         | $34,725  | Standard SUV    | 205 | 1882         |
| Blazer LS 2-Dr 4WD                       | $25,667  | Compact SUV     | 190 | 1756         |
| Explorer Sport Trac 2WD                  | $24,225  | Standard SUV    | 205 | 1893         |
| Expedition 4WD                           | $39,885  | Standard SUV    | 260 | 2443         |
| RAV4 4-Dr 2WD                            | $17,368  | Compact SUV     | 127 | 1207         |
| Tacoma PreRunner Xtracab 2WD             | $17,518  | Compact Truck   | 150 | 1448         |
| 4Runner SR5 Sport 4WD                    | $30,803  | Standard SUV    | 183 | 1760         |
| Blazer LS 4-Dr 4WD                       | $27,875  | Standard SUV    | 190 | 1837         |
| Blazer LT 4-Dr 4WD                       | $29,878  | Standard SUV    | 190 | 1837         |
| Blazer TrailBlazer 4WD                   | $32,210  | Standard SUV    | 190 | 1837         |
| Excursion Ltd 2WD                        | $39,350  | Full-Size SUV   | 310 | 3015         |
| Explorer Sport Trac 4WD                  | $26,995  | Standard SUV    | 205 | 1996         |
| Xterra XE 2WD                            | $21,067  | Compact SUV     | 170 | 1660         |
| 4Runner Ltd 4WD                          | $37,638  | Standard SUV    | 183 | 1804         |
| Jimmy SLT 4-Dr 4WD                       | $30,815  | Standard SUV    | 190 | 1882         |
| Land Cruiser 4WD                         | $52,208  | Standard SUV    | 230 | 2323         |
| RAV4 4-Dr 4WD                            | $19,168  | Compact SUV     | 127 | 1291         |
| Tacoma Xtracab 4WD                       | $19,948  | Compact Truck   | 150 | 1524         |
| Xterra SE 2WD                            | $23,799  | Compact SUV     | 170 | 1732         |
| Xterra XE 4WD                            | $23,067  | Compact SUV     | 170 | 1783         |
| Excursion Ltd 4WD                        | $41,925  | Full-Size SUV   | 310 | 3267         |
| Montero Ltd AWD                          | $35,492  | Standard SUV    | 200 | 2125         |
| LX 470 AWD                               | $60,600  | Standard SUV    | 230 | 2452         |
| Xterra SE 4WD                            | $25,319  | Compact SUV     | 170 | 1850         |
| Xterra XE 2WD                            | $18,498  | Compact SUV     | 143 | 1584         |

## Entwicklung
Das Spiel wurde im Februar 2000 angekündigt.

## Rezeption
Die GameCube-, PC- und Xbox-Versionen von 4x4 EVO 2 erhielten laut der Website Metacritic „gemischte oder durchschnittliche Bewertungen“. Jeff Lundrigan von NextGen bezeichnete die Xbox-Version als „ein Fall von zu vielen Optionen und nicht genug Spielmechanik, um sie zu untermauern.“ Steve Bauman von Computer Games Magazine vergab für die PC-Version zwei Sterne von fünf und sagte: „Wie beim Original ist der Multiplayer tatsächlich solide, es sieht wirklich ganz ansprechend aus, und es gibt all das... Zeug... darin, aber dies ist eigentlich mehr eine Abwertung des eher mittelmäßigen Originals als eine Fortsetzung, die das Spiel auf die nächste Stufe hebt.“